# Squid (软件)

The LAMP software bundle (here additionally with Squid).

Squid Cache（簡稱為Squid）是HTTP代理服务器软件。Squid用途广泛，可以作为缓存服务器，可以过滤流量帮助网络安全，也可以作为代理服务器链中的一环，向上级代理转发数据或直接连接互联网。Squid程序在Unix一类系统运行。由于它是开源软件，有网站修改Squid的源代码，编译为原生Windows版；用户也可在Windows里安装Cygwin，然后在Cygwin里编译Squid。
Squid歷史悠久，功能完善。除了HTTP外，對FTP與HTTPS的支援也相當好，在3.0測試版中也支援了IPv6。但是Squid的上级代理不能使用SOCKS协议。

## 支持平台
Squid能在以下操作系统中运行：
- AIX
- BSDI
- Digital Unix
- FreeBSD
- HP-UX
- IRIX
- Linux
- Mac OS X
- NetBSD
- NeXTStep
- OpenBSD
- SCO OpenServer
- Solaris
- UnixWare
- Windows